# Morphologie du verbe en français
 (janvier 2016).
Si vous disposez d'ouvrages ou d'articles de référence ou si vous connaissez des sites web de qualité traitant du thème abordé ici, merci de compléter l'article en donnant les références utiles à sa vérifiabilité et en les liant à la section « Notes et références ».
En grammaire française, le verbe prend de nombreuses formes pour exprimer les différences de personne, de nombre, de mode et de temps : cet ensemble de formes s'appelle conjugaison et concerne la morphologie flexionnelle de cette catégorie.

## Radical et terminaison
Toute forme verbale simple se compose de deux parties bien distinctes : le radical (ou base) et la terminaison (ou désinence ou finale). Il peut y avoir en outre la présence d'un affixe (-iss) entre le radical et la terminaison de certaines personnes de la deuxième conjugaison : 
- Ils parlaient.
  - Le radical parl- est celui du verbe parler ; la terminaison -aient est celle de l'imparfait de l'indicatif, 3e personne du pluriel.
- Nous finissons.
  - Le radical fin- est celui du verbe finir ; la terminaison -ons est celle du présent de l'indicatif, 1re personne du pluriel ; entre ce radical et cette terminaison se trouve l'affixe du 2e groupe -iss-.

Il est parfois difficile de distinguer le radical de la terminaison des verbes totalement irréguliers (avoir, aller, dire, être, faire, pouvoir, savoir, valoir et vouloir) : 
- Il va travailler. Tu es là ? Elle a rougi.

### Radical
Le radical, qui est la racine du verbe, nous permet d'identifier son sens. 

#### Principe de stabilité du radical
Normalement, le radical reste stable dans les deux premières conjugaisons : 
- Je parlerais, tu parlas, qu'ils parlassent, parlant, parlé, que nous parlions, parlez…
- Je finirais, vous finîtes, finissant, qu'ils finissent, fini, finis, que nous finissions…

À la troisième, il lui arrive souvent de se modifier, parfois même, au cours d'un même temps : 
- Je veux, tu veux, il veut, nous voulons, vous voulez, ils veulent.

Mais, mis à part ces exceptions, le principe veut que rien ne soit soustrait au radical. En conséquence, les verbes terminés en -guer et en -quer conservent la combinaison -gu- et -qu- dans toute la conjugaison, même lorsque cette combinaison pourrait être simplifiée en -g- ou -c-[pas clair] : 
- Naviguer : nous naviguons, je naviguais, en naviguant…
- Provoquer : nous provoquons, je provoquais, en provoquant…

#### Aménagement du radical pour maintenir la prononciation
Cependant, s'il est impossible de retrancher quoi que ce soit au radical, il est en revanche possible d'y ajouter quelque chose chaque fois que c'est indispensable. En effet, certains radicaux, pour conserver la prononciation, peuvent subir divers aménagements orthographiques (qui ne sont pas à proprement parler considérés comme des exceptions) : 
- Le -c- de certains radicaux prend une cédille devant une terminaison qui, sans cela, modifierait sa prononciation : 
  - Avancer : j'avance, nous avançons, j'avançais…
  - Apercevoir : j'aperçois, tu aperçus, nous apercevons…

- Le -g- de certains radicaux est suivi d'un -e- muet devant une terminaison qui, sans cela, modifierait sa prononciation : 
  - Manger : je mange, nous mangeons, je mangeais, vous mangiez, en mangeant…

### Terminaison
La terminaison, qui est un suffixe, nous renseigne sur les éléments verbaux suivants :
- Pour tous les verbes : le mode et le temps ;
- Pour les seuls verbes conjugués : la personne et le nombre ;
- Pour le seul participe passé : le genre et le nombre.

Mis à part les verbes considérés comme totalement irréguliers (avoir, être et aller, principalement), pour chaque temps de chaque mode, une série de six terminaisons (une par personne, au singulier et au pluriel) est associée à un groupe ou à un sous-groupe de verbes. Or, chacune de ces séries doit rester stable au cours d'un même temps. En conséquence, aucune terminaison ne doit être modifiée, même lorsqu'une simplification orthographique pourrait être envisagée : 
- Par exemple, lorsque le radical d'un verbe se termine par une voyelle (crier, fuir, tuer, voir, etc.), le -e- des terminaisons peut devenir un -e- muet, mais n'est jamais supprimé : 
  - Fuir, au présent du subjonctif : que je fuie, que tu fuies, qu'il fuie, que nous fuyions, que vous fuyiez, qu'ils fuient…
  - Créer, au futur de l'indicatif : je créerai, tu créeras, il créera, nous créerons, vous créerez, ils créeront…

- De la même façon, les terminaisons de l'imparfait de l'indicatif pour les deux premières personnes du pluriel sont -ions et -iez, cependant, pour des verbes tels que gagner, voir, rire, briller, etc., le -i- de ces terminaisons, quoique inutile du seul point de vue de la prononciation, sera obligatoirement maintenu : 
  - Nous gagnions, vous voyiez, nous riions, vous brilliez…

## Utilisation d'un auxiliaire
Certaines formes verbales exigent l'utilisation d'un auxiliaire. C'est le cas pour les temps composés et surcomposés, ainsi que les temps simples de la voix passive. 

### Auxiliaires en présence
Le français utilise deux auxiliaires : être et avoir. La question des semi-auxiliaires (verbes conjugués se combinant avec un infinitif pour former une périphrase verbale) sera étudiée ailleurs[Où ?]. 

#### Auxiliaire «avoir»
L'auxiliaire avoir sert essentiellement à construire les temps composés des verbes actifs non pronominaux. Certains d'entre eux sont subjectifs (être, disparaître…), mais la plupart sont objectifs (manger, croire, faire…) : 
- J'ai été malade. Tu as mangé des spaghettis.

- Le verbe être ne se conjugue pas avec lui-même. En conséquence, l'auxiliaire être aux temps composés et surcomposés de la voix passive des verbes objectifs, se conjuguera obligatoirement avec l'auxiliaire avoir :
  - François a été salué par ses parents lorsqu'il  a eu été emmené par son grand-père au zoo.

- Pour certains verbes, il existe des hésitations quant au choix de l'auxiliaire (accourir, convenir, demeurer, descendre, échapper, passer…) : 
  - Il s'agit le plus souvent d'un usage ancien, d'un archaïsme : certains verbes se conjuguaient avec avoir pour exprimer l'action ou se conjuguaient avec être pour exprimer le résultat.
    - Émile Zola écrit dans l'un de ses romans : « La neige a tombé sur Paris. La ville semble toute jeune et chaste.»

  - Cette distinction a été abandonnée et les verbes concernés se conjuguent aujourd'hui avec « être ». Conjuguer avec « avoir » est considéré comme vieilli, mais n'est pas pour autant un solécisme.
    - Il est passé (il a passé) par ici, il repassera par là. (« Il court, il court, le furet » — chanson populaire)
    - J'ai descendu (je suis descendu[e]) dans mon jardin. (chanson populaire)
- Le choix de l'un ou l'autre des deux auxiliaires modifie parfois le sens du verbe, mais chaque fois qu'il y a un C.O.D., c'est l'auxiliaire avoir qui doit s'imposer (sauf bien sûr à la forme pronominale) : 
  - Je suis monté au grenier. J'ai monté de vieux livres au grenier.

### Formes verbales exigeant un auxiliaire

#### Voix active
- Pour un temps composé ou surcomposé, non passif et non pronominal, il convient de choisir l'auxiliaire (être ou avoir), de le conjuguer au temps et au mode du temps simple correspondant (par exemple, le présent pour obtenir le passé composé), et d'y ajouter le participe passé du verbe concerné : 
  - Il mange. Il a mangé. Nous partirons à Paris. Nous serons partis à Paris.
- Pour les temps surcomposés, l'auxiliaire devient lui-même composé. Avoir eu se substitue alors à avoir, et avoir été se substitue à être : 
  - Il a mangé. Il a eu mangé. Quand nous sommes partis… Quand nous avons été partis…

#### Voix passive
- Aux temps simples de la voix passive, on utilise exclusivement l'auxiliaire être, conjugué au temps et au mode du verbe actif correspondant, auquel on ajoute le participe passé du verbe concerné : 
  - Le chat mange la souris. La souris est mangée par le chat.
- Aux temps composés (auxiliaire : avoir été) et aux temps surcomposés (auxiliaire : avoir eu été), le participe passé du verbe concerné est toujours précédé du participe passé été, dont l'invariabilité ne souffre aucune exception : 
  - Le chat a mangé la souris. La souris a été mangée par le chat.
  - Le chat a eu mangé la souris. La souris a eu été mangée par le chat.

#### Forme pronominale
- Aux temps composés de la forme pronominale, on utilise exclusivement l'auxiliaire être, conjugué au temps et au mode du temps simple correspondant (par exemple, le futur pour obtenir le futur antérieur), auquel on ajoute le participe passé du verbe concerné : 
  - Elle se lave. Elle s'est lavée. Elle se blottit. Elle s'est blottie.
- Aux temps surcomposés (peu employés à la forme pronominale), l'auxiliaire composé être eu (et non avoir été !) se substitue à l'auxiliaire simple être : 
  - Quand elle s'est eu lavée… Quand elle s'est eu blottie…

### Choix de l'auxiliaire
| Type de verbe         | Temps simples    | Temps composés | Temps surcomposés |
| --------------------- | ---------------- | -------------- | ----------------- |
| Verbes objectifs (1)  | Pas d'auxiliaire | avoir          | avoir eu          |
| Verbes subjectifs (2) | Pas d'auxiliaire | être           | avoir été         |
| Verbes passifs        | être             | avoir été      | avoir eu été      |
| Verbes pronominaux    | Pas d'auxiliaire | s'être         | s'être eu         |

- (1) Plus quelques verbes subjectifs (être, paraître…).
- (2) C'est-à-dire, les verbes d'état, de changement d'état ou de mouvement, parmi lesquels il convient de soustraire quelques verbes (cités ci-dessus).

## Formation des temps simples non passifs
Ne seront donc pas examinés ici, les principes régissant la formation des temps utilisant un auxiliaire. 

### Indicatif

#### Imparfait
L'imparfait est utilisé pour décrire quelque chose, que ce soit le physique d'un personnage, un état psychologique, un paysage et plus encore. 
- Le radical de l'indicatif imparfait est toujours stable pour un même verbe. Il est dérivé de la première personne du pluriel de l'indicatif présent (sauf pour le verbe être) :
  - Verbe boire, indicatif présent : je bois, tu bois, il boit, nous buvons, vous buvez, ils boivent.
  - Verbe boire, indicatif imparfait : je buvais, tu buvais, il buvait, nous buvions, vous buviez, ils buvaient.
- Les terminaisons de ce temps sont toujours les suivantes pour les trois groupes : -ais, -ais, -ait, -ions, -iez, -aient.
  - Pour les 1er et 3e groupes, le -i- des deux premières personnes du pluriel doit toujours être maintenu et prononcé, même aprrès -ill-, -gn-, -y- ou -i : 
    - Nous travaillions, vous travailliez, nous riions, vous riiez, nous essuyions, vous essuyiez, nous gagnions, vous gagniez, nous tressaillions, vous tressailliez, nous priions, vous priiez…

- Exemple:

| 1er groupe           | 2e groupe              |
| -------------------- | ---------------------- |
| je parlais           | je finissais           |
| tu parlais           | tu finissais           |
| il, elle, on parlait | il, elle, on finissait |
| nous parlions        | nous finissions        |
| vous parliez         | vous finissiez         |
| ils, elles parlaient | ils, elles finissaient |

#### Plus-que-parfait
On forme le plus-que-parfait avec l'auxiliaire "être" ou "avoir" à l'imparfait suivi de son participe passé.
Exemple: J'étais venu, tu avais perdu, il avait mangé, nous étions allés, vous aviez aimé, ils étaient restés.

#### Passé simple
Le radical du passé simple n'est pas toujours régulier, mais il est toujours stable pour un même verbe. Il existe quatre séries de terminaisons pour ce temps : 
- Passé simple en -a- : -ai, -as, -a, -âmes, -âtes, -èrent. [1er groupe et aller]
- Passé simple en -i- : -is, -is, -it, -îmes, -îtes, -irent. [2e et 3e groupes]
- Passé simple en -u- : -us, -us, -ut, -ûmes, -ûtes, -urent. [3e groupe]
- Passé simple en -in- : -ins, -ins, -int, -înmes, -întes, -inrent. [3e groupe]

- Je chantai, je finis, je bus, je vins…

- Exemple:

| 1er groupe           | 2e groupe           |
| -------------------- | ------------------- |
| je parlai            | je finis            |
| tu parlas            | tu finis            |
| il, elle, on parla   | il, elle, on finit  |
| nous parlâmes        | nous finîmes        |
| vous parlâtes        | vous finîtes        |
| ils, elles parlèrent | ils, elles finirent |

Il est possible de déterminer le radical et la terminaison de la plupart des verbes au passé simple avec quelques règles:
- Les verbes en -er ont le passé simple en -a- avec un radical régulier.
- Les verbes en -ir (2e et 3e groupes), excepté les verbes en -oir, -enir, -érir, -ourir, ont le passé simple en -i- avec un radical régulier. Les verbes en -ïr ont un tréma sur le -i- à toutes les personnes, même à la place d'un accent circonflexe.
- Les verbes en -enir ont le passé simple en -in-.
- Les autres verbes ont souvent un passé simple dérivé du participe passé. Les exceptions à cette règle sont nombreuses (cf. Voir aussi).

#### Passé antérieur
On utilise le passé antérieur lorsque l'on a besoin d'utiliser le plus-que-parfait conjointement avec le passé simple.
On forme le passé antérieur avec l'auxiliaire "être" ou "avoir" au passé simple suivi de son participe passé.

#### Futur simple de l'indicatif
Les terminaisons du futur simple correspondent au verbe avoir à l'indicatif présent. Elles sont toujours régulières : -ai, -as, -a, -ons, -ez, -ont. 
- Entre le radical du futur et sa terminaison, s'intercale la terminaison de l'infinitif, autrement dit, au futur, la terminaison est ajoutée à l'infinitif :
  - Je finirai, tu parleras, elle sortira, nous travaillerons, vous rougirez, ils partiront.
- Mais il existe plusieurs radicaux irréguliers, surtout au troisième groupe.

- Exemple:

| 1er groupe           | 2e groupe           |
| -------------------- | ------------------- |
| je parlerai          | je finirai          |
| tu parleras          | tu finiras          |
| il, elle, on parlera | il, elle, on finira |
| nous parlerons       | nous finirons       |
| vous parlerez        | vous finirez        |
| ils, elles parleront | ils, elles finiront |

#### Futur antérieur
Le futur antérieur est formé d'un verbe auxiliaire (être ou avoir) à la forme futur simple, suivi du participle passé du verbe en question.
- Notons l'accord du participe passé avec le sujet pour les verbes conjugués avec l'auxiliaire "être".

| avec l'auxiliaire avoir | avec l'auxiliaire être                     |
| ----------------------- | ------------------------------------------ |
| j'aurai parlé           | je serai devenu                            |
| tu auras parlé          | tu seras devenu                            |
| il, elle, on aura parlé | il, on sera devenu (elle sera devenue)     |
| nous aurons parlé       | nous serons devenus                        |
| vous aurez parlé        | vous serez devenus                         |
| ils, elles auront parlé | ils seront devenus (elles seront devenues) |

#### Conditionnel présent
Les terminaisons du conditionnel présent correspondent à celles de l'imparfait de l'indicatif. Elles sont toujours régulières elles aussi : -ais, -ais, -ait, -ions, -iez, -aient. 
- Le radical du conditionnel est toujours le même que celui du futur :
  - Je finirais, tu parlerais, elle sortirait, nous travaillerions, vous rougiriez, ils partiraient.

- En conséquence, si ce dernier est irrégulier, celui du conditionnel le sera aussi, et de la même manière. Par ailleurs, si le futur n'existe pas (verbes défectifs), le conditionnel n'existera pas non plus.

- Exemple:

| 1er groupe             | 2e groupe             |
| ---------------------- | --------------------- |
| je parlerais           | je finirais           |
| tu parlerais           | tu finirais           |
| il, elle, on parlerait | il, elle, on finirait |
| nous parlerions        | nous finirions        |
| vous parleriez         | vous finiriez         |
| ils, elles parleraient | ils, elles finiraient |

### Impératif

#### Présent
Rappelons au préalable la double particularité de l'impératif : il ne comporte que trois personnes (2e du singulier, 1re du pluriel et 2e du pluriel) et son sujet n'est jamais exprimé. 
- L'impératif présent est le plus souvent calqué sur l'indicatif présent (c'est toujours le cas pour les verbes des deux premiers groupes). En conséquence, lorsque l'indicatif présent dispose d'une forme double, l'impératif présent aussi : 
  - Asseoir : assieds / assois, asseyons / assoyons, asseyez / assoyez.
  - Payer : paye / paie, payons, payez.

- Toutefois, les impératifs des verbes avoir et être sont construits sur le subjonctif présent, et ceux des verbes savoir et vouloir sont irréguliers : 
  - Aie, ayons, ayez. Sois, soyons, soyez. Sache, sachons, sachez. Veuille, veuillons, veuillez.

- La personne du singulier des verbes terminés en -e ou en -a à l'impératif, ne prend pas d'-s. Il s'agit de tous les verbes du 1er groupe et de certains verbes du 3e groupe (assaillir, couvrir, cueillir, défaillir, offrir, ouvrir, souffrir, tressaillir, les verbes de leurs familles, ainsi que les verbes aller, avoir, savoir et vouloir) : 
  - Parle, cueille, va, aie, sache, veuille, finis, sors…

- Cependant, pour des raisons purement euphoniques, cet -s- réapparaît si l'un des deux pronoms personnels neutres, en ou y, suit immédiatement l'impératif : 
  - Cueille (cueilles-en). Pense (penses-y)…

- Pour les verbes réflexifs, le pronom est suffixé :
  - Rappelle-toi, rappelle-t'en, va-t'en, rends-t'y (usage réflexif : t' remplace toi après élision)

- Exemple:

| 1er groupe | 2e groupe |
| ---------- | --------- |
| parle      | finis     |
| parlons    | finissons |
| parlez     | finissez  |

#### Passé
L'impératif passé est formé de l'auxiliaire "avoir" ou "être" (selon le verbe), conjugué à l'impératif présent et suivi du participe passé du verbe en question :
- Notons l'accord du participe passé avec le sujet pour les verbes conjugués avec l'auxiliaire "être".

- Exemple :

| avec l'auxiliaire "avoir" | avec l'auxiliaire "être" |
| ------------------------- | ------------------------ |
| Aie parlé                 | Sois devenu              |
| Ayons parlé               | Soyons devenus           |
| Ayez parlé                | Soyez devenus            |

### Participe présent et gérondif
- Le participe présent et le gérondif sont deux modes invariables. La terminaison est toujours -ant.
- Le radical est celui de la première personne du pluriel de l'indicatif présent (sauf les verbes avoir, être et savoir). Il peut donc être irrégulier (essentiellement dans la troisième conjugaison) : 
  - Parler : (en) parlant. Voir : (en) voyant. Boire : (en) buvant.

### Participe passé
Le radical du participe passé peut être irrégulier, mais il est stable en principe. En ce qui concerne sa terminaison, celle-ci est susceptible de porter les marques du genre et du nombre, contrairement à la terminaison du participe présent et du gérondif qui sont toujours invariables. 
- Que le participe passé soit employé comme véritable forme verbale (avec ou sans auxiliaire) ou comme adjectif qualificatif, son radical est stable pour un même verbe. Mais il est susceptible de fléchir. Sa terminaison suit alors les règles d'accord de l'adjectif qualificatif : à partir de la forme du masculin singulier, on obtient le féminin singulier en ajoutant un -e, le masculin pluriel en ajoutant un -s, et le féminin pluriel en ajoutant -es : 
  - Un fruit confit, une poire confite / Des fruits confits, des poires confites.
- Certains participes passés sont cependant invariables :
  - Agi [verbe s'agir] ; dormi ; été ; fallu ; neigé ; nui ; plu ; pu ; ri ; suffi…
- Au masculin singulier, un participe passé peut se terminer par -é, -i, -u, -s ou -t, selon la famille à laquelle il appartient :
  - Participe passé terminé en -é : parlé [parler, 1er groupe] ; né [naître, 3e groupe] ;
  - Participe passé terminé en -i : fini [finir, 2e groupe] ; sorti [sortir, 3e groupe] ;
  - Participe passé terminé en -u : entendu [entendre, 3e groupe] ;
  - Participe passé terminé en -s : pris [prendre, 3e groupe] ;
  - Participe passé terminé en -t : ouvert [ouvrir, 3e groupe] ;

## Verbes défectifs
Il peut arriver que certaines conjugaisons soient incomplètes : certains temps, certains modes ou certaines personnes manquent ou sont rares. De telles conjugaisons sont dites défectives. Les verbes défectifs comprennent : 
- Des verbes archaïques ne s'employant qu'à certaines personnes, ou dans certaines expressions figées (accroire, choir, clore, ester, férir, gésir, messeoir, occire, ouïr, poindre, quérir, seoir, etc.) : 
  - Ci-gît un homme irremplaçable. Oyez, oyez, braves gens ! Je l'ai obtenu sans coup férir.
- Des verbes essentiellement impersonnels (falloir, pleuvoir, s'agir, importer, etc.) : 
  - Il fallait que tu vinsses. Il tonne. Il s'agit de réussir.
- Des verbes pour lesquels les manques ne gênent pas l'expression puisqu'ils ne sont jamais usités (barrir, éclore, etc.) : 
  - Les fleurs éclosent. L'âne brait.
  - Ces verbes ne s'emploieraient pas à la première personne du singulier ou à la deuxième du pluriel

## Place des pronoms
Les pronoms sont généralement situés avant le verbe ; exemple : il m'en parle…
Ils sont en revanche placés après le verbe à l'impératif (cf. plus haut) ou dans les formes interrogatives telles que : Vas-tu ? Parle-t-il ? etc.